# Svolvær Lufthavn, Helle
Svolvær Lufthavn, Helle (IATA: SVJ, ICAO: ENSH) er en norsk lufthavn i Vågan kommune i Nordland fylke. Lufthavnen er placeret på Helle, ca. 6 km øst for Svolvær. Det ejes og drives af Avinor.
Svolvaer Lufthavn var en af flere små, regionale lufthavne, som åbnede i 1972. Lufthavnen har en asfalteret landingsbane på 860 meter, inkluderet endefelt. På grund af den store snedybde i begge ender af banen, vil det være dyrt at udvide landingsbanen.
Operatør af Svolvær Lufthavn er Widerøe, som har ruter til Bodø og Leknes .
Det har været luftet tanker om at bygge en ny, større lufthavn Gimsøya, der erstatter de mindre regionale lufthavnerne i Lofoten og Leknes, men dette har aldrig været udenfor idefasen.

## Destinationer
|       | Flyselskab | Destinationer |
| ----- | ---------- | ------------- |
| Norge | Widerøe    | Bodø, Leknes  |

68°14′36″N 14°40′09″Ø / 68.24333°N 14.66917°Ø